# 42è Festival Internacional de Cinema de Canes
El 42è Festival Internacional de Cinema de Canes es va dur a terme de l'11 al 23 de maig de 1989. La Palma d'Or fou atorgada a Sex, Lies, and Videotape de Steven Soderbergh.
El festival va obrir amb New York Stories, pel·lícula antològica dirigida per Woody Allen, Francis Ford Coppola, Martin Scorsese i va tancar amb Old Gringo, dirigida per Luis Puenzo.
Durant el festival de 1989, es va celebrar el primer fòrumn Cinéma & liberté amb la participació d'un centenar de directors famosos de molts països. Van discutir sobre la llibertat d'expressió i van signar una declaració que protestava contra totes les formes de censura que encara existeixen arreu del món.

## Jurat

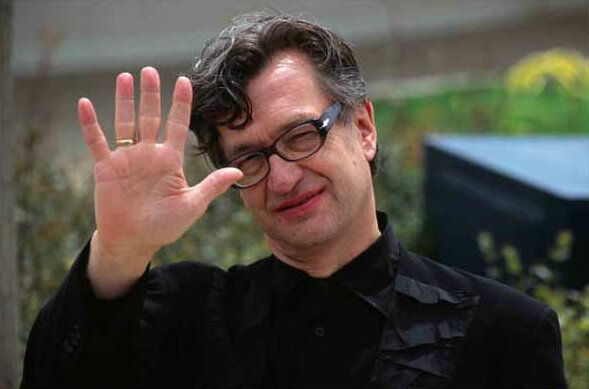
Wim Wenders, President del jurat de la competició principal

### Competició principal
Les següents persones foren nomenades per formar part del jurat de la competició principal en l'edició de 1989:
- Wim Wenders President
- Christine Gouze-Rénal
- Claude Beylie
- Georges Delerue
- Hector Babenco
- Krzysztof Kieślowski
- Peter Handke
- Renée Blanchar
- Sally Field
- Silvio Clementelli

### Càmera d'Or
Les següents persones foren nomenades per formar part del jurat de la Càmera d'Or de 1989:
- Raf Vallone (actor) president
- Bernard Jubard
- Klaus Eder (periodista)
- Moustafa Salah Hashem (periodista)
- Peter Scarlet (cinèfil)
- Philippe Maarek (crític)
- Suzanne Schiffman (guionista)
- Yvan Gauthier (cinèfil)

## Selecció oficial

### En competició – pel·lícules
Les següents pel·lícules competiren per la Palma d'Or:
- Kuroi ame de Shohei Imamura
- Chimère de Claire Devers
- Nuovo cinema Paradiso de Giuseppe Tornatore
- Do the Right Thing de Spike Lee
- Evil Angels (A Cry in the Dark)[12] de Fred Schepisi
- Francesco de Liliana Cavani
- Jésus de Montréal de Denys Arcand
- Kuarup de Ruy Guerra
- Lost Angels de Hugh Hudson
- Monsieur Hire de Patrice Leconte
- El niño de la luna d'Agustí Villaronga
- Mystery Train de Jim Jarmusch
- Reunion de Jerry Schatzberg
- Rosalie Goes Shopping de Percy Adlon
- Sex, Lies, and Videotape de Steven Soderbergh
- Das Spinnennetz de Bernhard Wicki
- Splendor d'Ettore Scola
- Sweetie de Jane Campion
- Dom za vešanje d'Emir Kusturica
- Trop belle pour toi d'Bertrand Blier
- Torrents of Spring de Jerzy Skolimowski
- Kvinnorna på taket de Carl-Gustav Nykvist

### Un Certain Regard
Les següents pel·lícules foren seleccionades per competir a Un Certain Regard:
- Schwarze Sünde de Jean-Marie Straub, Danièle Huillet
- Devět kruhů pekla de Milan Muchna
- Barroco de Paul Leduc
- Oshibki yunosti de Boris Frumin
- Zugzwang de Mathieu Carrière
- Safa'ih min dhahab de Nouri Bouzid
- Malpractice de Bill Bennett
- Én XX. századom, Az d'Ildikó Enyedi
- Piravi de Shaji N. Karun
- The Prisoner of St. Petersburg d'Ian Pringle
- Santa sangre d'Alejandro Jodorowsky
- Il decimo clandestino de Lina Wertmüller
- Peaux de vaches de Patricia Mazuy
- Treffen in Travers de Michael Gwisdek
- Venus Peter de Ian Sellar
- Voices of Sarafina! de Nigel Noble
- Smertch de Bako Sadykov
- Dalmaga dongjjok-euro gan kkadakeun? de Bae Yong-Kyun
- Wired de Larry Peerce

### Pel·lícules fora de competició
Les següents pel·lícules foren seleccionades per ser projectades fora de competició:
- New York Stories de Woody Allen, Francis Ford Coppola, Martin Scorsese
- Old Gringo de Luis Puenzo

Exhibicions especialss
- 1001 films de André Delvaux
- 50 ans de Gilles Carle
- Orapronobis de Lino Brocka
- Ganashatru de Satyajit Ray
- Lawrence of Arabia de David Lean
- Liberté de Laurent Jacob
- Le peuple singe de Gérard Vienne
- Scandal de Michael Caton-Jones

### Curtmetratges en competició
Els següents curtmetratges competien per Palma d'Or al millor curtmetratge:
- Beau Fixe Sur Cormeilles de Gilles Lacombe
- Blind Alley de Emmanuel Salinger
- Full Metal Racket de William Nunez
- Segu janjo de Mambaye Coulibaly
- Kitchen Sink d'Alison Maclean
- Muzné hry de Jan Svankmajer
- Morceaux Choisis de Tom Abrams
- Le Colporteur de Claude Cloutier
- Le Théâtre du Père Carlo de Rao Kheidmets
- Yes We Can de Faith Hubley

## Seccions paral·leles

### Setmana Internacional dels Crítics
Els següents llargmetratges van ser seleccionats per ser projectats per a la vint-i-vuitena Setmana de la Crítica (28e Semaine de la Critique):
Pel·lícules en competició
- Rose des Sables de Mohamed Rachid Benhadj (Algèria)
- Tjoet Nja’ Dhien d'Eros Djarot (Indonèsia)
- As Tears Go By de Wong Kar-wai (Hong Kong)
- Wallers letzter Gang de Christian Wagner (Alemanya)
- Arab de Fadhel Jaibi i Fadhel Jaziri (Tunísia)
- La Ville de Yun d'U-Sun Kim (Japó)
- Die toten Fische de Michael Synek (Àustria)
- Montalvo et l'enfant de Claude Mourieras (França)
- Txiorni kvadrat de Iosif Pasternak (URSS)
- Duende de Jean-Blaise Junod (Suïssa)

Curtmetratges en competició
- Warszawa Koluszki de Jerzy Zalewski (Poland)
- Le Porte plume de Marie-Christine Perrodin (France)
- Blind Curve de Gary Markowitz (United States)
- The Three Soldiers de Kamal Musale (Switzerland)
- Work Experience de James Hendrie (U.K.)
- Der Mensch mit den modernen Nerven de Bady Minck (Austria)
- Trombone en coulisses de Hubert Toint (Belgium/France)
- Wstega mobiusa de Lukasz Karwowski (Poland)
- La Femme mariée de Nam Xuong de Tran Anh Hung (France)

### Quinzena dels directors
Les següents pel·lícules foren exhibides en la Quinzena dels directors de 1989 (Quinzaine des Réalizateurs):
- Caracas de Michael Schottenberg
- Der 7. Kontinent de Michael Haneke
- Der Philosoph de Rudolf Thome
- Eat a Bowl Of Tea de Wayne Wang
- El río que nos lleva de Antonio del Real
- Zerograd de Karen Shakhnazarov
- Il piccolo diavolo de Roberto Benigni
- Maria Von Den Sternen de Thomas Mauch
- Melancholia d'Andi Engel
- Niu Peng de Dai Sijie
- Piccoli Equivoci de Ricky Tognazzi
- Sidewalk Stories de Charles Lane
- Sis de Zülfü Livaneli
- Speaking Parts d'Atom Egoyan
- Yaaba d'Idrissa Ouedraogo

## Premis

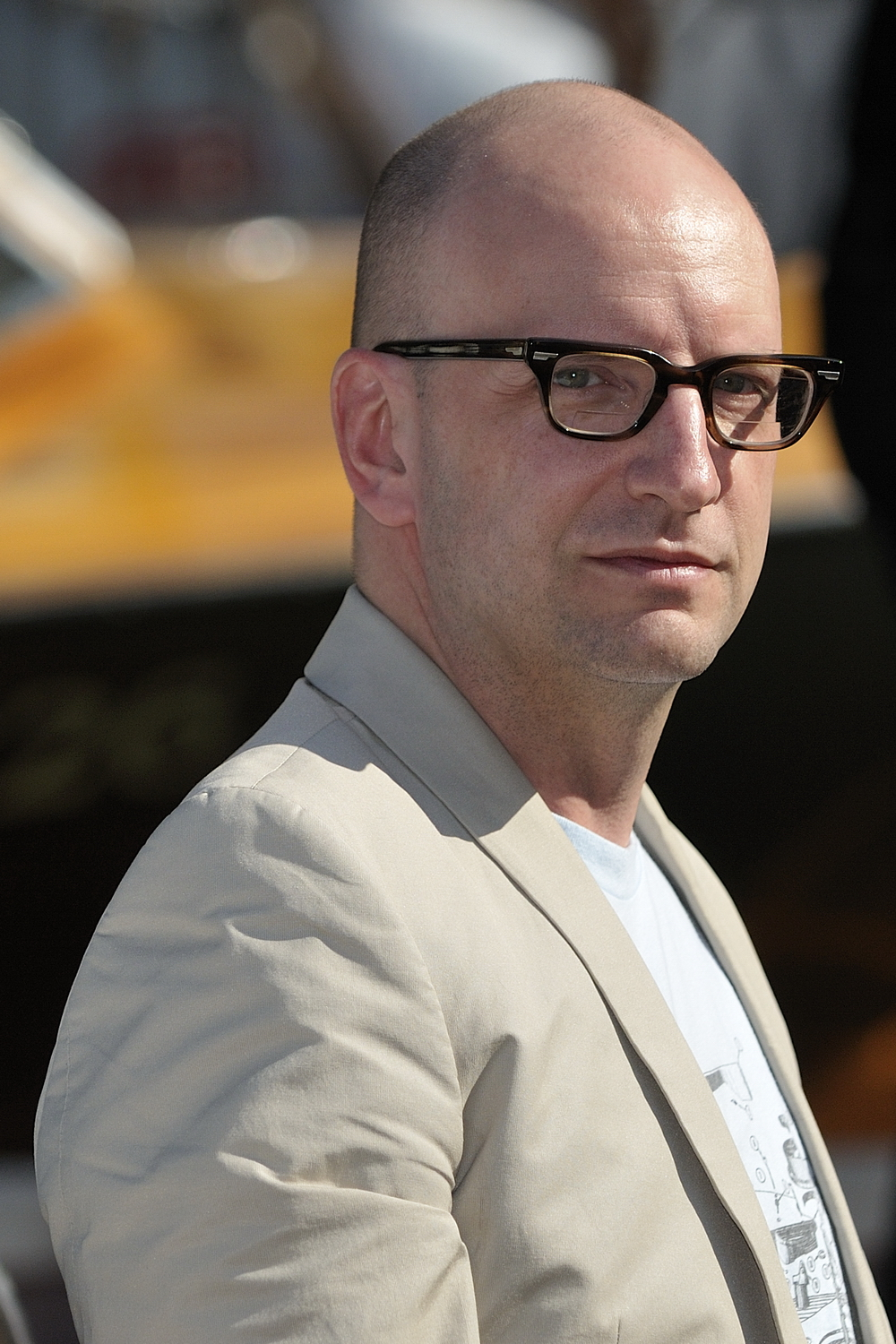
Steven Soderbergh, guanyador de la Palma d'Or

### Premis oficials
Els guardonats en les seccions oficials de 1989 foren:
- Palma d'Or: Sex, Lies, and Videotape de Steven Soderbergh
- Grand Prix:
  - Nuovo cinema Paradiso de Giuseppe Tornatore
  - Trop belle pour toi de Bertrand Blier
- Millor director: Emir Kusturica per Dom za vešanje
- Millor actriu: Meryl Streep per Evil Angels
- Millor actor: James Spader per Sex, Lies, and Videotape
- Millor contribució artística: Jim Jarmusch per Mystery Train
- Premi del Jurat: Jésus de Montréal de Denys Arcand

Càmera d'Or
- Caméra d'Or: Én XX. századom, Az d'Ildikó Enyedi
- Càmera d'Or - Menció especial: Piravi de Shaji N. Karun & Waller's Last Trip de Christian Wagner[18]

Curtmetratges
- Palma d'Or al millor curtmetratge: 50 ans de Gilles Carle (Fora de competició)
- Menció especial – Millor curtmetratge: Performance Pieces de Tom Abrams & Yes We Can de Faith Hubley

### Premis independents
Premis FIPRESCI
- Sex, Lies, and Videotape de Steven Soderbergh (En competició)
- Yaaba d'Idrissa Ouedraogo (Quinzena dels directors)

Commission Supérieure Technique
- Gran Premi Tècnic: Kuroi ame de Shōhei Imamura

Jurat Ecumènic
- Premi del Jurat Ecumènic: Jésus de Montréal de Denys Arcand
- Jurat Ecumènic - Menció especial: Kuroi ame de Shohei Imamura i Yaaba d'Idrissa Ouedraogo[18]

Premi de la joventut
- Pel·lícula estrangera: Caracas de Michael Schottenberg

Altres premis
- Premi especial: Gregory Peck

## Mèdia
- INA: Pujant les escales per a la inauguració del festival de 1989 (francès)
- INA: Valoració i reacció a la llista de guanyadors del Festival de 1989 (francès)